# Diócesis de Arecibo
La diócesis de Arecibo (en latín: Dioecesis Arecibensis) es una circunscripción eclesiástica de la Iglesia católica en Puerto Rico. Se trata de una diócesis latina, sufragánea de la arquidiócesis de San Juan. Desde el 14 de septiembre de 2022 su obispo es Alberto Arturo Figueroa Morales.

## Territorio y organización
La diócesis tiene 2157 km² y extiende su jurisdicción sobre los fieles católicos de rito latino residentes en 16 municipios: Arecibo, Barceloneta, Camuy, Ciales, Corozal, Florida, Hatillo, Isabela, Lares, Manatí, Morovis, Orocovis, Quebradillas, Utuado, Vega Alta y Vega Baja.
La sede de la diócesis se encuentra en la ciudad de Arecibo, en donde se halla la Catedral de San Felipe Apóstol.
En 2022 en la diócesis existían 58 parroquias.

## Historia
La diócesis fue erigida el 30 de abril de 1960 con la bula Cum apostolicus del papa Juan XXIII, obteniendo el territorio de la diócesis de San Juan, elevada simultáneamente al rango de arquidiócesis metropolitana, y de la diócesis de Ponce.
El 21 de octubre de 1968, en virtud del decreto Maiori Christifidelium de la Congregación para los Obispos cedió el territorio del municipio de Toa Baja a la arquidiócesis de San Juan.
El 1 de marzo de 1976 cedió una porción de su territorio para la erección de la diócesis de Mayagüez mediante la bula Qui arcano Dei del papa Pablo VI.
Desde la destitución del obispo Daniel Fernández Torres por el papa Francisco el 9 de marzo de 2022 la sede permaneció vacante, administrada por Álvaro Corrada del Río.

## Estadísticas
Según el Anuario Pontificio 2023 la diócesis tenía a fines de 2022 un total de 306 547 fieles bautizados.
| Año                                                                             | Población            | Población | Población      | Sacerdotes | Sacerdotes    | Sacerdotes    | Bautizados por sacerdote | Diáconos permanentes | Religiosos | Religiosos | Parroquias |
| Año                                                                             | Bautizados católicos | Total     | % de católicos | Total      | Clero secular | Clero regular | Bautizados por sacerdote | Diáconos permanentes | Varones    | Mujeres    | Parroquias |
| ------------------------------------------------------------------------------- | -------------------- | --------- | -------------- | ---------- | ------------- | ------------- | ------------------------ | -------------------- | ---------- | ---------- | ---------- |
| 1966                                                                            | 515 000              | 640 000   | 80.5           | 103        | 43            | 60            | 5000                     |                      | 62         | 146        | 42         |
| 1970                                                                            | 522 000              | 595 564   | 87.6           | 116        | 53            | 63            | 4500                     |                      | 69         | 87         | 53         |
| 1976                                                                            | 552 245              | 666 700   | 82.8           | 114        | 55            | 59            | 4844                     |                      | 83         | 150        | 57         |
| 1980                                                                            | 417 000              | 499 000   | 83.6           | 86         | 50            | 36            | 4848                     |                      | 55         | 145        | 44         |
| 1990                                                                            | 435 042              | 518 000   | 84.0           | 102        | 69            | 33            | 4265                     | 8                    | 40         | 211        | 58         |
| 1999                                                                            | 380 000              | 550 000   | 69.1           | 109        | 64            | 45            | 3486                     | 6                    | 54         | 171        | 59         |
| 2000                                                                            | 380 000              | 550 000   | 69.1           | 119        | 69            | 50            | 3193                     | 6                    | 58         | 178        | 59         |
| 2001                                                                            | 380 000              | 604 369   | 62.9           | 110        | 62            | 48            | 3454                     | 12                   | 55         | 172        | 59         |
| 2002                                                                            | 370 000              | 603 469   | 61.3           | 108        | 58            | 50            | 3425                     | 11                   | 55         | 172        | 59         |
| 2003                                                                            | 370 000              | 603 469   | 61.3           | 105        | 62            | 43            | 3523                     | 6                    | 51         | 161        | 59         |
| 2004                                                                            | 370 000              | 603 469   | 61.3           | 96         | 57            | 39            | 3854                     | 6                    | 47         | 174        | 59         |
| 2006                                                                            | 372 000              | 607 000   | 61.3           | 108        | 58            | 50            | 3444                     | 5                    | 55         | 168        | 59         |
| 2012                                                                            | 381 800              | 621 400   | 61.4           | 98         | 50            | 48            | 3895                     | 1                    | 54         | 127        | 59         |
| 2015                                                                            | 392 900              | 628 900   | 62.5           | 97         | 47            | 50            | 4050                     | 33                   | 55         | 139        | 62         |
| 2018                                                                            | 387 000              | 583 890   | 66.3           | 88         | 51            | 37            | 4397                     | 24                   | 47         | 115        | 62         |
| 2020                                                                            | 371 380              | 570 800   | 65.1           | 87         | 51            | 36            | 4268                     | 51                   | 37         | 116        | 58         |
| 2022                                                                            | 306 547              | 547 406   | 56.0           | 81         | 49            | 32            | 3784                     | 50                   | 39         | 105        | 58         |
| Fuente: Catholic-Hierarchy, que a su vez toma los datos del Anuario Pontificio. |                      |           |                |            |               |               |                          |                      |            |            |            |

## Episcopologio
- Alfredo Méndez González, C.S.C. † (23 de julio de 1960-21 de enero de 1974 renunció)
- Miguel Rodríguez Rodríguez, C.SS.R. † (21 de enero de 1974-20 de marzo de 1990 renunció)
- Iñaki Mallona Txertudi, C.P. † (14 de diciembre de 1991-24 de septiembre de 2010 retirado)
- Daniel Fernández Torres (24 de septiembre de 2010-9 de marzo de 2022 relevado)[nota 1]
- Alberto Arturo Figueroa Morales, desde el 14 de septiembre de 2022